# Jordi Galán Brugarola
Jordi Galán Brugarola, nascut a Canet de Mar, Catalunya (Espanya), el 27 de maig de 1983, és un jugador professional d’hoquei sobre patins, ara retirat, que ha jugat com a defensa/mig a molts clubs importants repartits pel territori català.

## Trajectòria personal
Des de petit va mostrar una gran afició per l’esport, especialment per l’hoquei patins, disciplina que ha compaginat amb valors com la perseverança, la tossuderia i el treball en equip. Admirador de figures com Carles Puyol, amb qui guarda una sorprenent semblança física i d’actitud, Galán sempre ha posat el compromís i la passió per l’hoquei per davant de tot.

## Trajectòria professional
Galán va començar a jugar a hoquei patins al CH Canet, on es va formar fins al 1997. Després va passar al CH Arenys de Munt, on va competir en categories inferiors i també amb el primer equip. La temporada 2002-2003, va fitxar pel CP Tordera, on va fer el salt a l'OK Lliga i va debutar amb el primer equip.
Després de la seva etapa al Tordera, va jugar al CP Vila-Seca (2004-2005), el CH Lloret (2005-2006) i el Lleida Llista Blava (2006-2008), consolidant-se com un defensa sòlid i fiable en la màxima categoria.
Un dels moments més destacats de la seva carrera va ser la seva etapa al CP Vic (2008-2009), on va guanyar la Copa del Rei i va ser subcampió de la Lliga Europea. Més tard, va passar pel CP Vilanova (2009-2011), on va ser subcampió de la Copa del Rei (2010) i de la Copa de la CERS (2011).
La seva última etapa va ser al SHUM Maçanet (2011-2013), on es va guanyar el sobrenom de "el Puyol del SHUM" per la seva intensitat defensiva i lideratge. Va finalitzar la seva carrera al CP Vilafranca, on va seguir competint al màxim nivell estatal fins a la seva retirada.